# پدرازا (ماگدالنا)
پدرازا (انگلیسی: Pedraza, Magdalena) یک منطقه مسکونی در کشور کلمبیا است.